# Tori Black Is Pretty Filthy
Tori Black Is Pretty Filthy — американский порнографический фильм, снятый режиссёром Мэйсон и спродюсированный Патриком Коллинсом. В главной роли снялась порноактриса Тори Блэк.

## Сюжет
Фильм состоит из пяти сцен. Действие первой сцены происходит на пляже Санта-Моники и в домике возле моря. Во второй сцене Тори Блэк впервые в своей карьере исполняет анальный секс, снятый не от первого лица. В третьей сцене Блэк одета в гангстерском стиле и в ней также участвуют Мэри Лав и Ice Cold. Четвёртая сцена начинается с изображения Блэк и Кристины Роуз, ласкающих друг друга возле бассейна. Далее действие переносится в дом, где к ним присоединяется Мануэль Феррара. Начало последней сцены происходит на улице Лос-Анджелеса. Она приходит на заброшенный склад, где встречает Мика Блу и Джеймса Дина. После грубого секса с двумя мужчинами, она уходит в туалет, где занимается мастурбацией.

## Релиз
Фильм был выпущен на DVD 16 сентября 2009 года. Кроме самого фильма, DVD включало несколько дополнений, таких как трейлер, слайд-шоу и видео о том, как снимался фильм.

## Награды и номинации
| Церемония   | Категория              | Номинант                              | Результат |
| ----------- | ---------------------- | ------------------------------------- | --------- |
| AVN Awards  | Лучший гонзо-фильм     |                                       | Победа    |
| AVN Awards  | Лучшая сцена стриптиза | Тори Блэк                             | Победа    |
| AVN Awards  | Лучшая сцена триолизма | Тори Блэк, Ребека Линарес и Марк Эшли | Победа    |
| AVN Awards  | Лучшая анальная сцена  | Тори Блэк и Мануэль Феррара           | Номинация |
| AVN Awards  | Лучший режиссёр        | Мэйсон                                | Номинация |
| AVN Awards  | Лучшая упаковка        |                                       | Номинация |
| AVN Awards  | Лучшая видеография     | Мэйсон                                | Номинация |
| XBIZ Awards | Гонзо-релиз года       |                                       | Победа    |
| XRCO Award  | Лучший гонзо-фильм     |                                       | Номинация |